# Vanitas

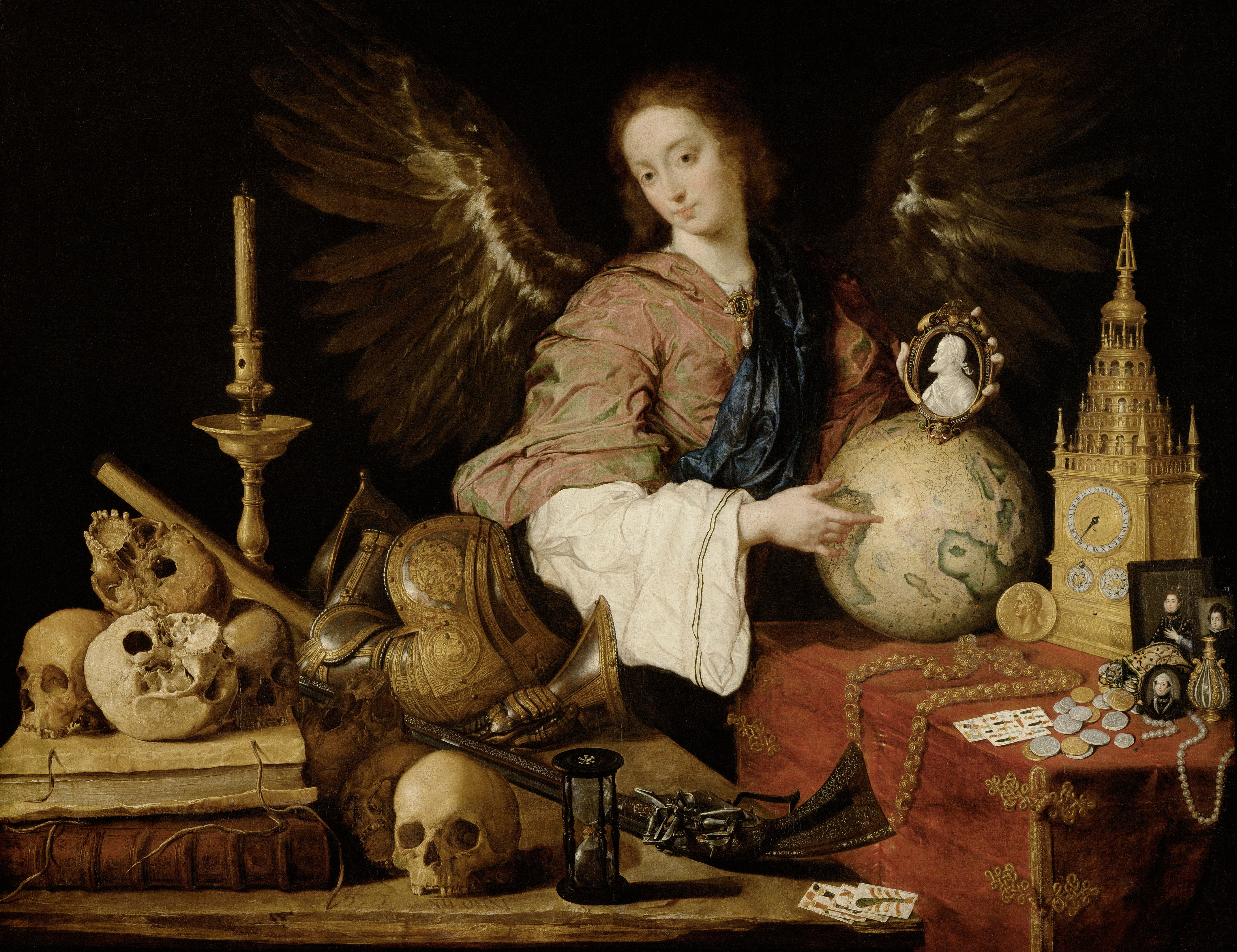
Vanitas, Antonio de Pereda, 1634

Vanitas (z łac. marność) – motyw w sztuce, który ma związek z myślą przewodnią Księgi Koheleta – Vanitas vanitatum et omnia vanitas – Marność nad marnościami i wszystko marność (Koh 1,2 BT).
Motyw marności najbardziej widoczny jest w epoce średniowiecza i baroku, fascynacja śmiercią i przemijaniem przejawiała się w sztuce i literaturze. Przemyślenia na tle egzystencjalnym pojawiały się także w innych epokach.
Często jest przedstawiany w martwych naturach malarzy północnej Europy pochodzących z Flandrii i Holandii. Marność jest przedstawiana przez wiele symboli: czaszkę, zepsute lub więdnące owoce, zegary i klepsydry oraz instrumenty muzyczne.
Ich przesłanie ma uświadomić widzowi, że radość życia to tylko przemijająca chwila, trwająca jedynie przez moment. Czaszki i gnijące owoce przypominają o śmiertelności. Instrumenty muzyczne ukazują marność muzyki – w chwili gdy powstaje natychmiast umiera. Muzyka przez swoją efemeryczność pokazuje niemożność powrotu – zaczyna się i kończy równocześnie.

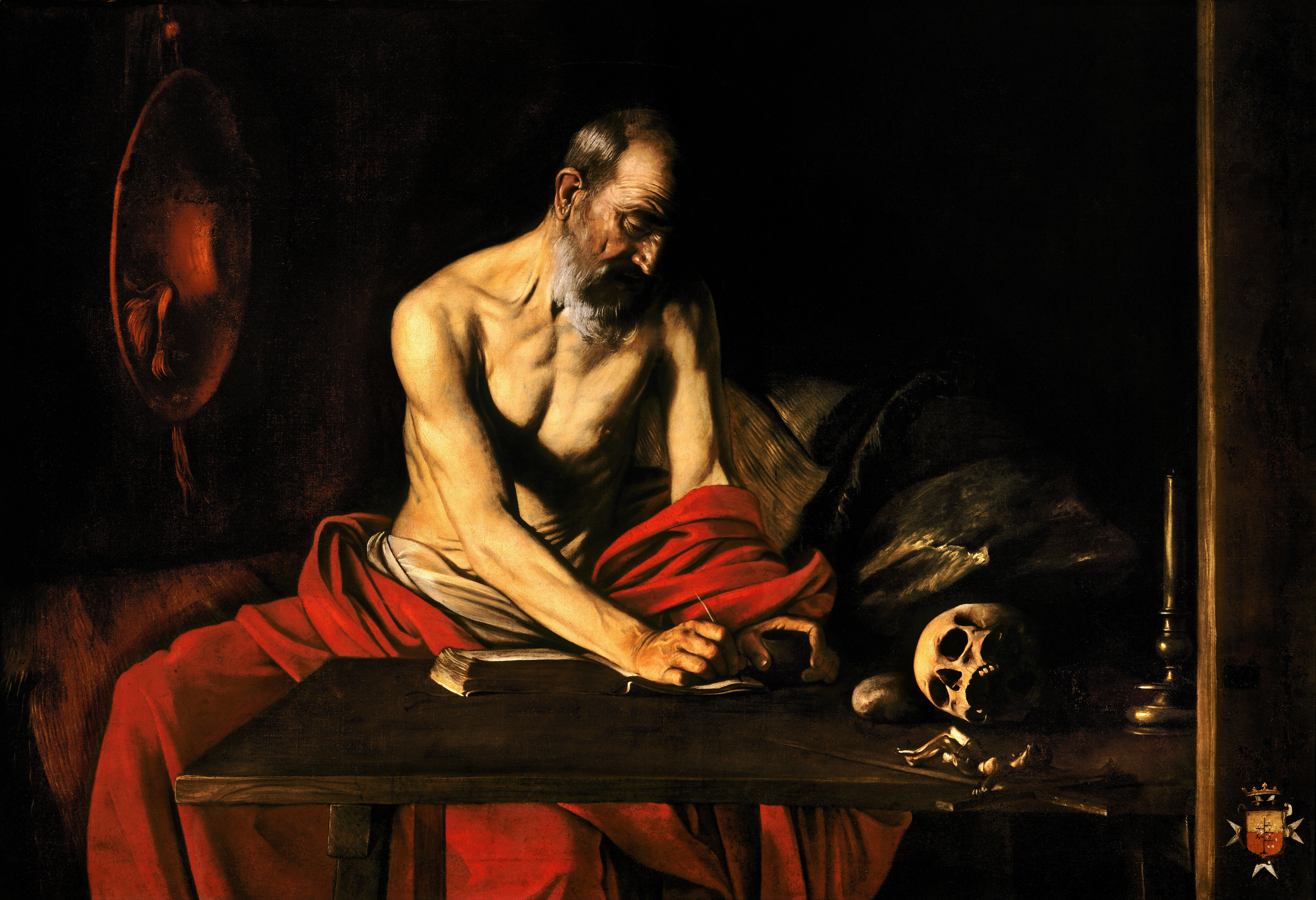
Caravaggio, Święty Hieronim (1607)

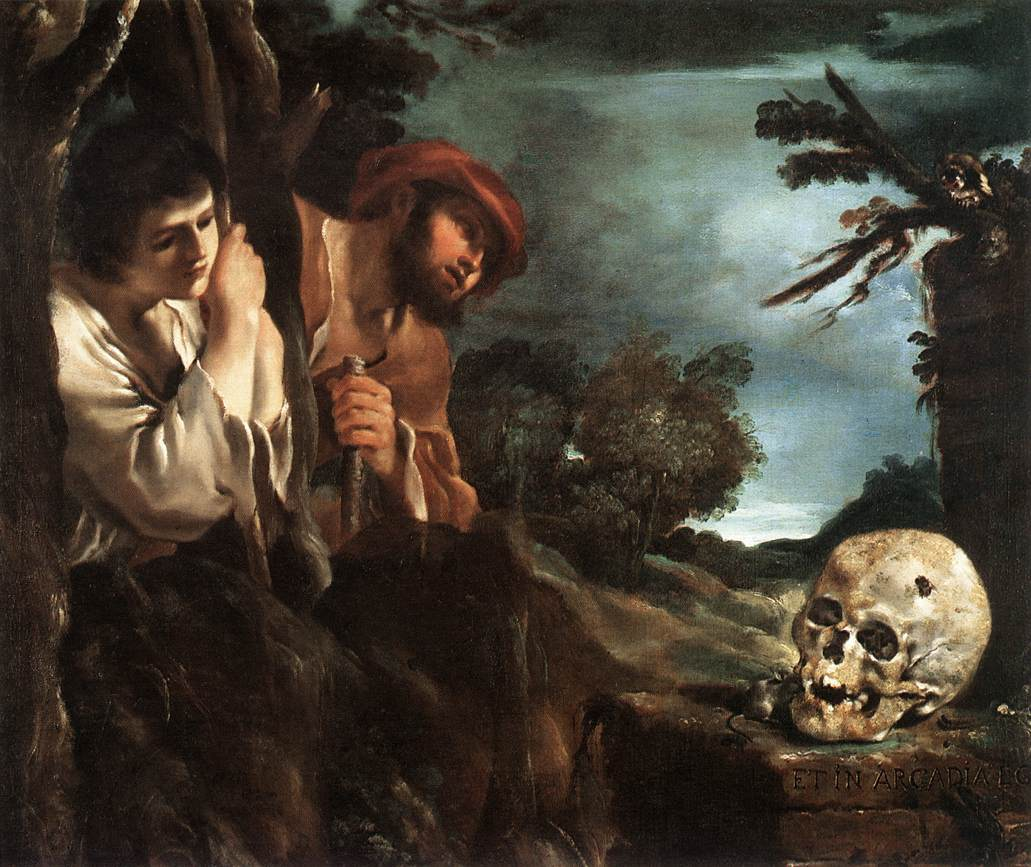
Guercino, Et in Arcadia ego (1618-22)

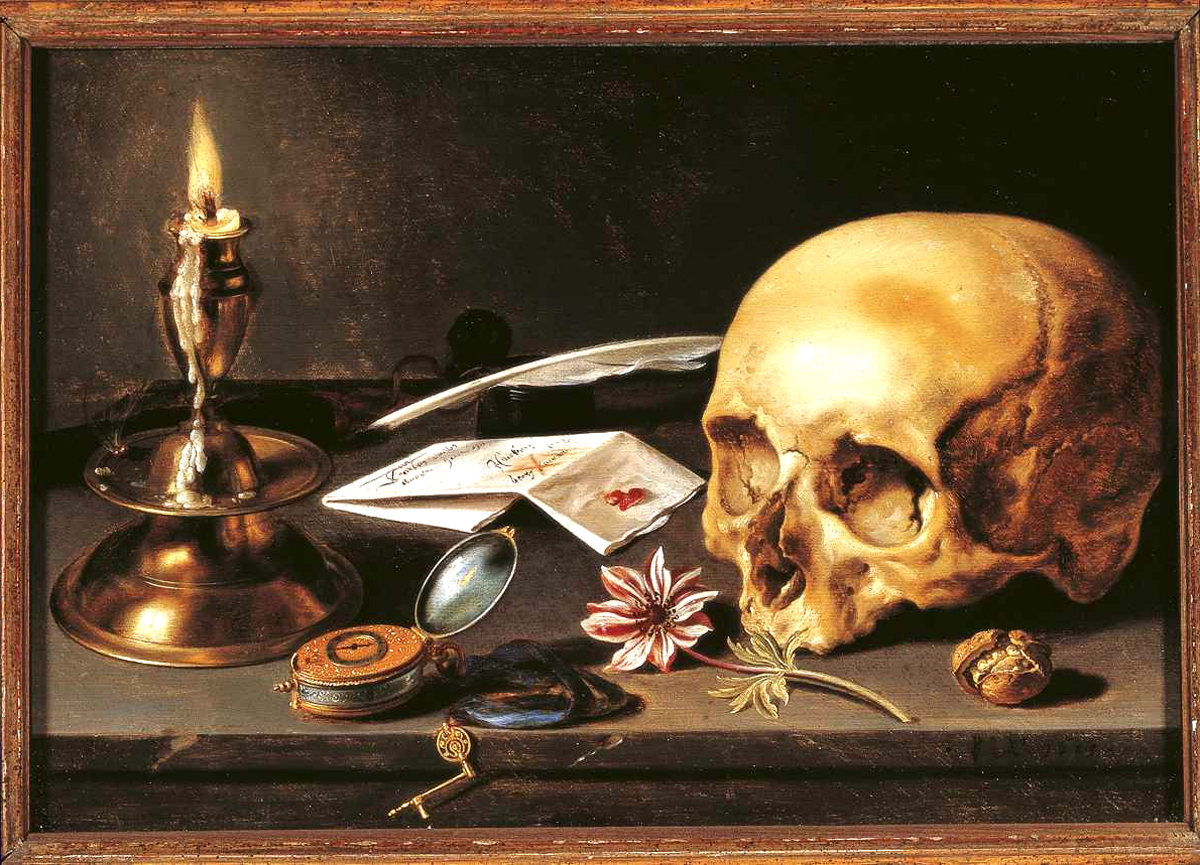
Pieter Claesz, Vanitas – martwa natura (1625)

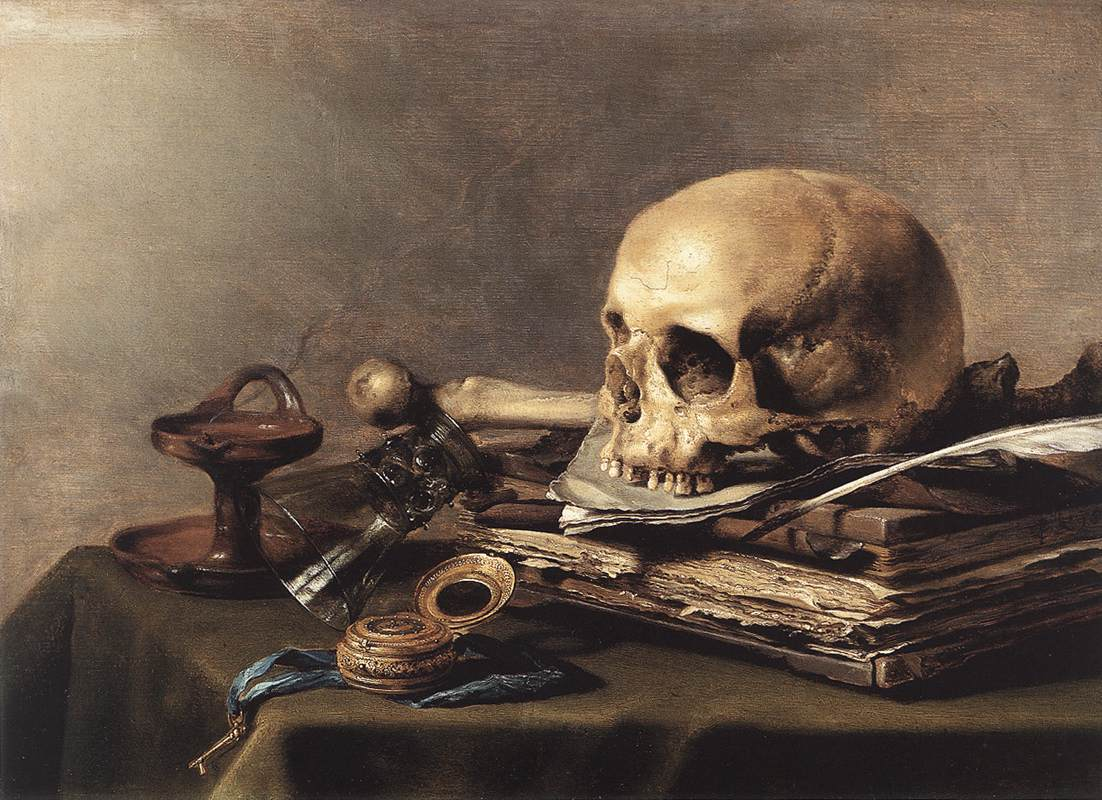
Pieter Claesz, Martwa natura wanitatywna (1630)

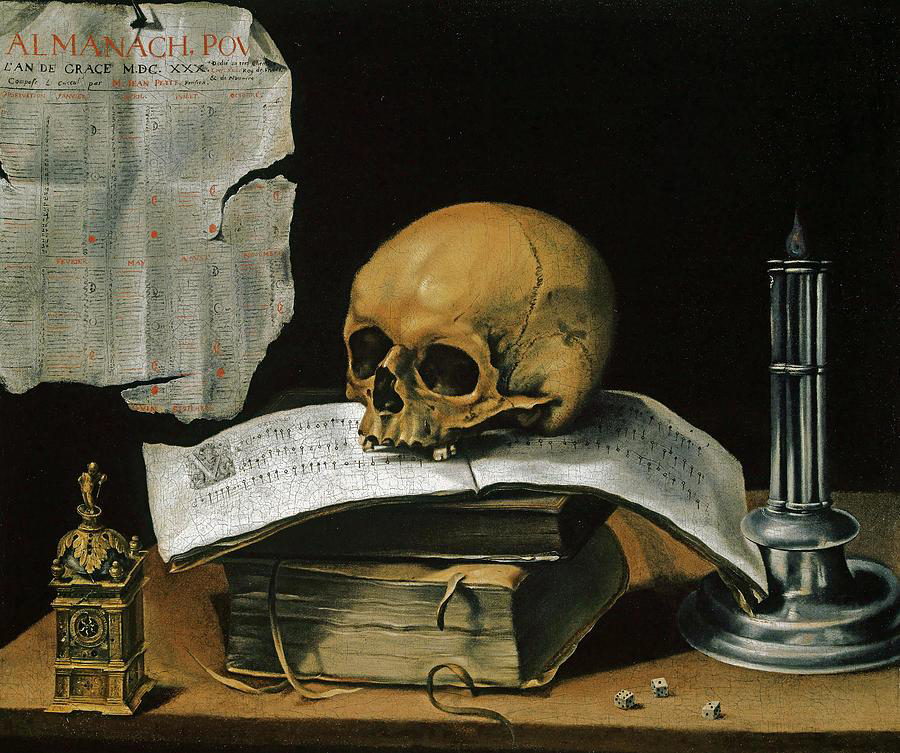
Sebastian Stoskopff, Martwa natura wanitatywna (1630)

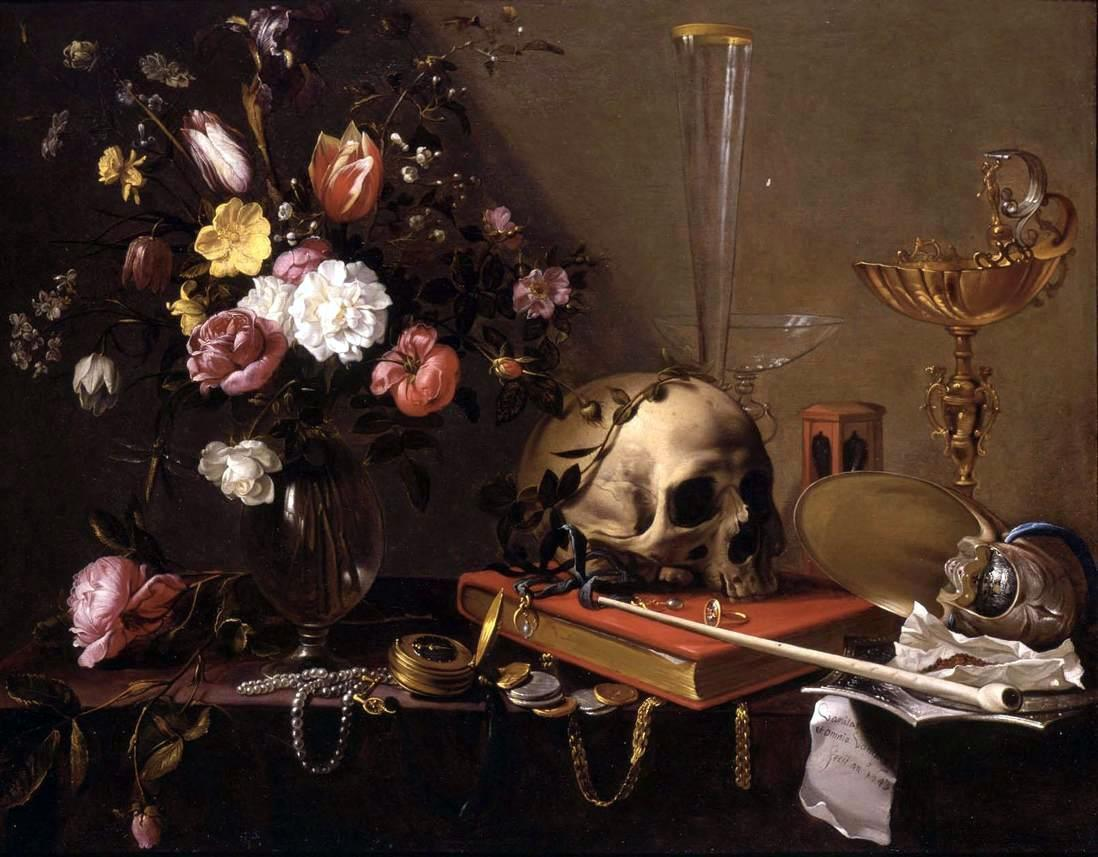
Adriaen van Utrecht, Martwa natura wanitatywna z bukietem i czaszką (ok. 1642)

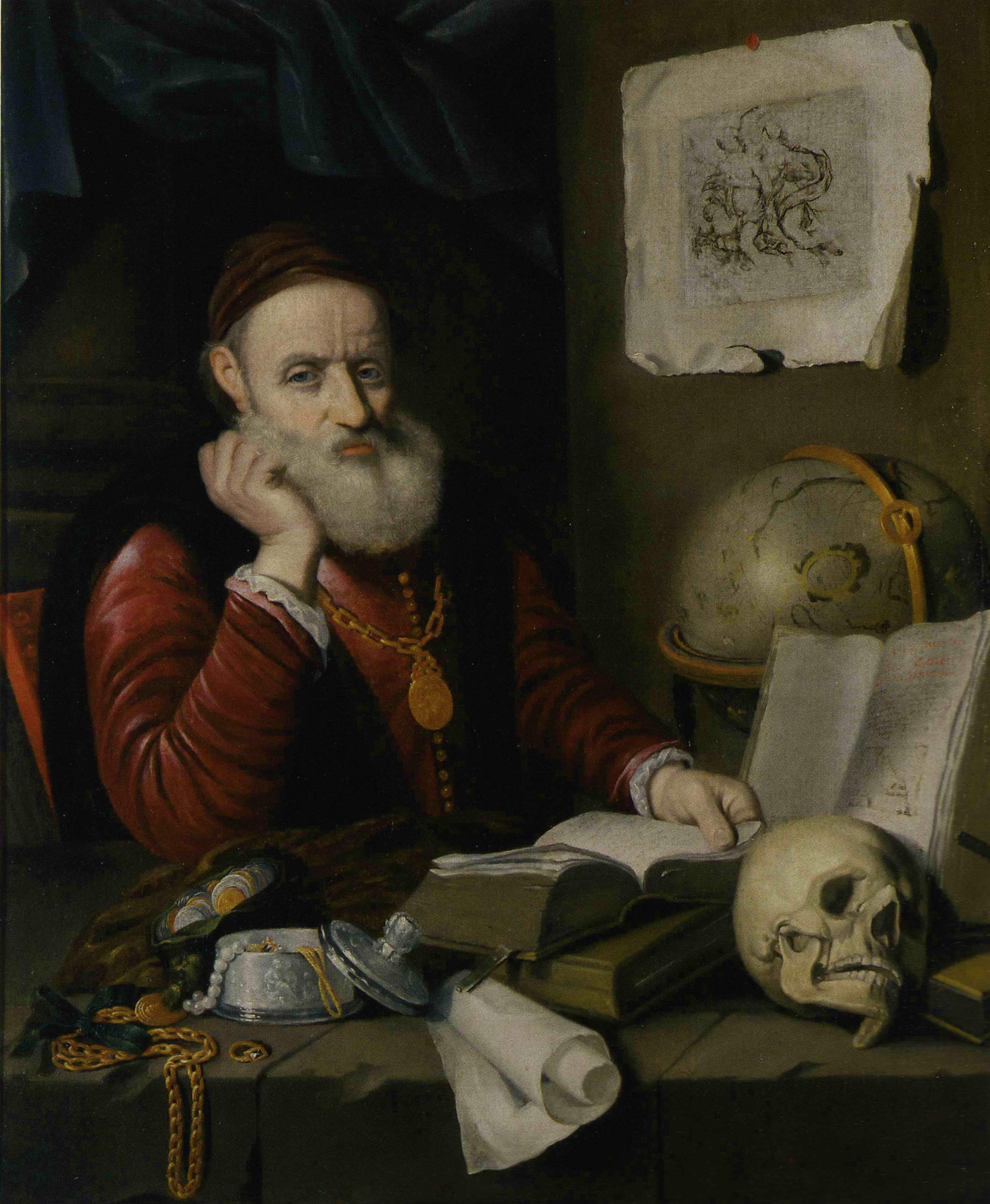
Bartholomeus Hopfer, Melancholia (po 1643)

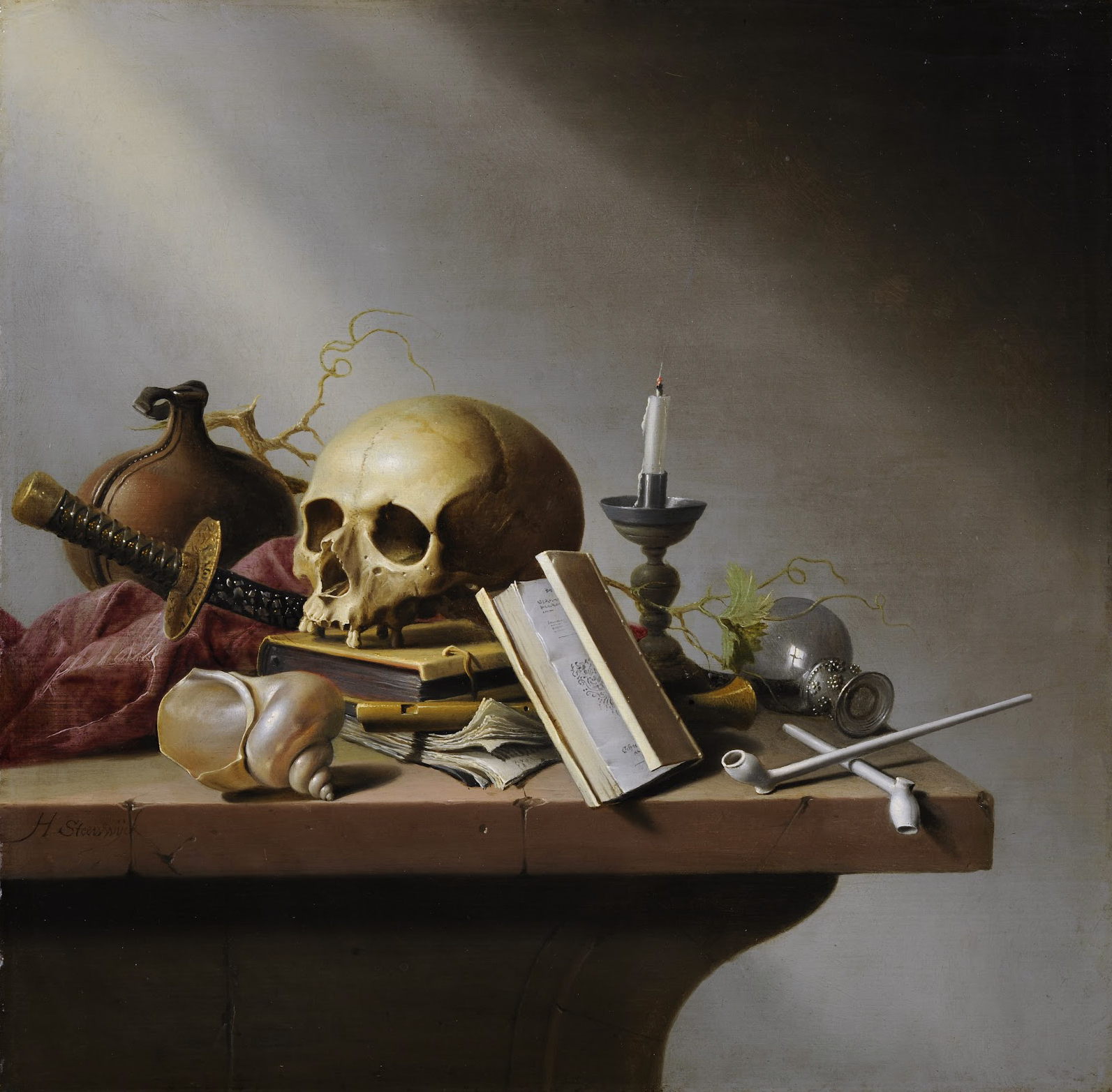
Harmen Steenwijck, Vanitas (1640)

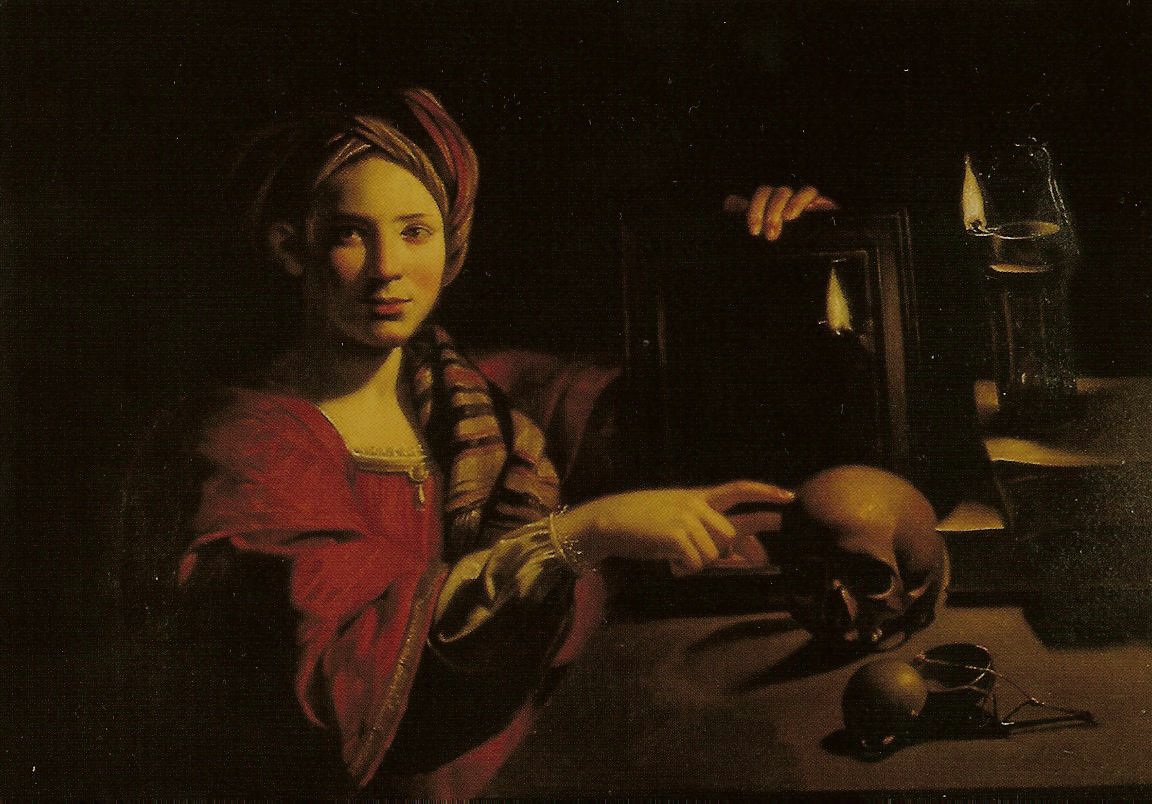
Anonimowy malarz, Alegoria Vanitas

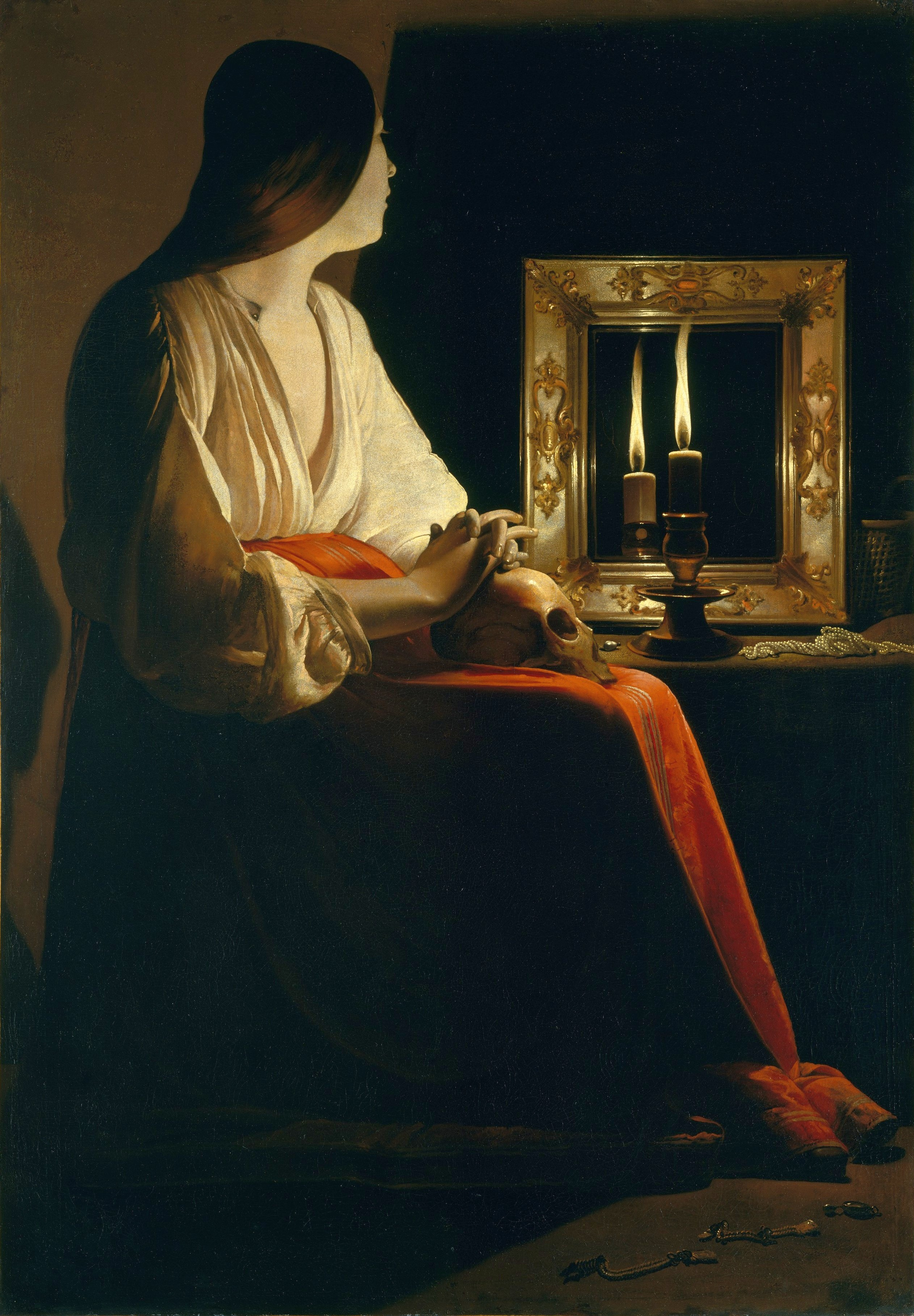
Georges de La Tour, Maria Magdalena pokutująca, (ok. 1640)

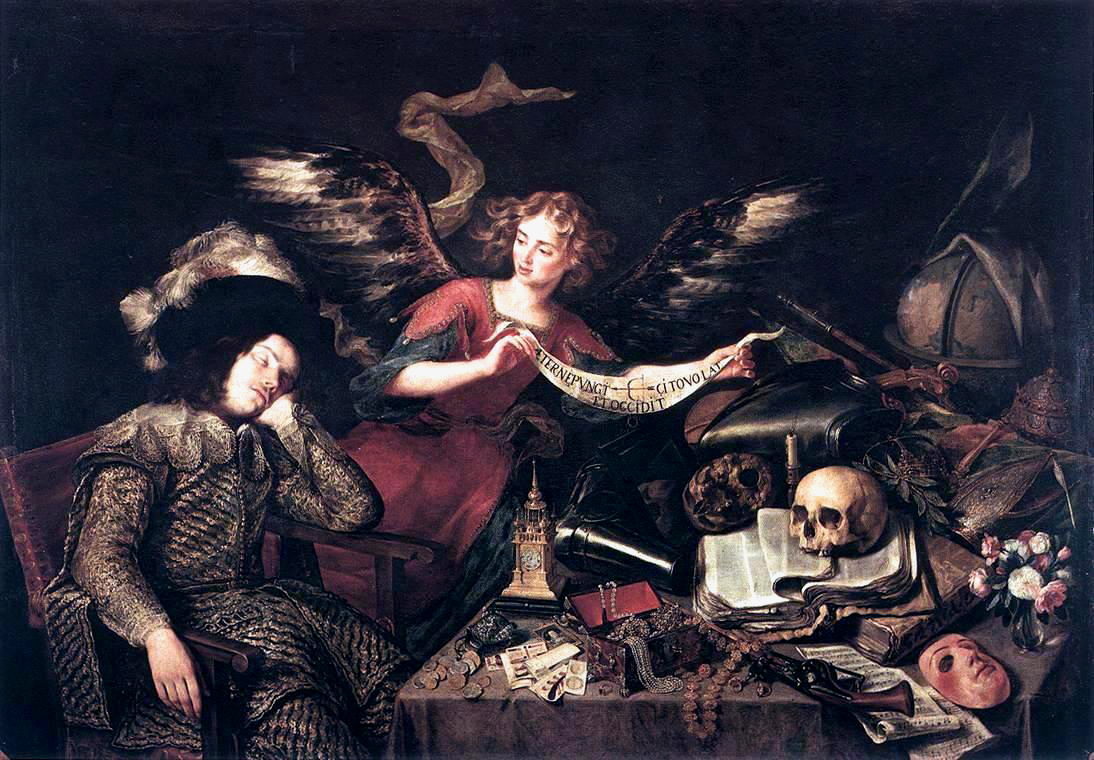
Antonio de Pereda, Sen rycerza

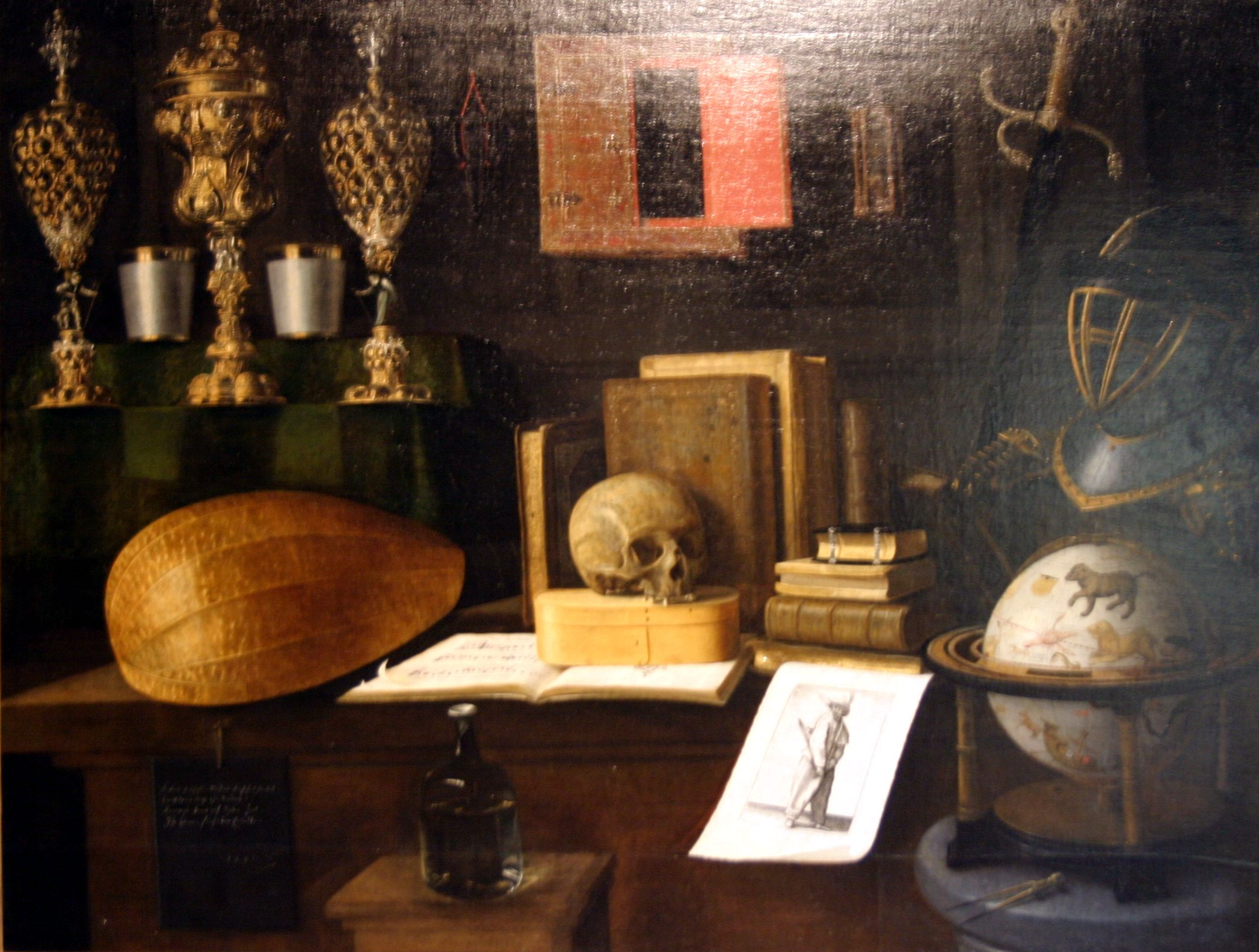
Sebastian Stoskopff, Vanitas (ok. 1650)

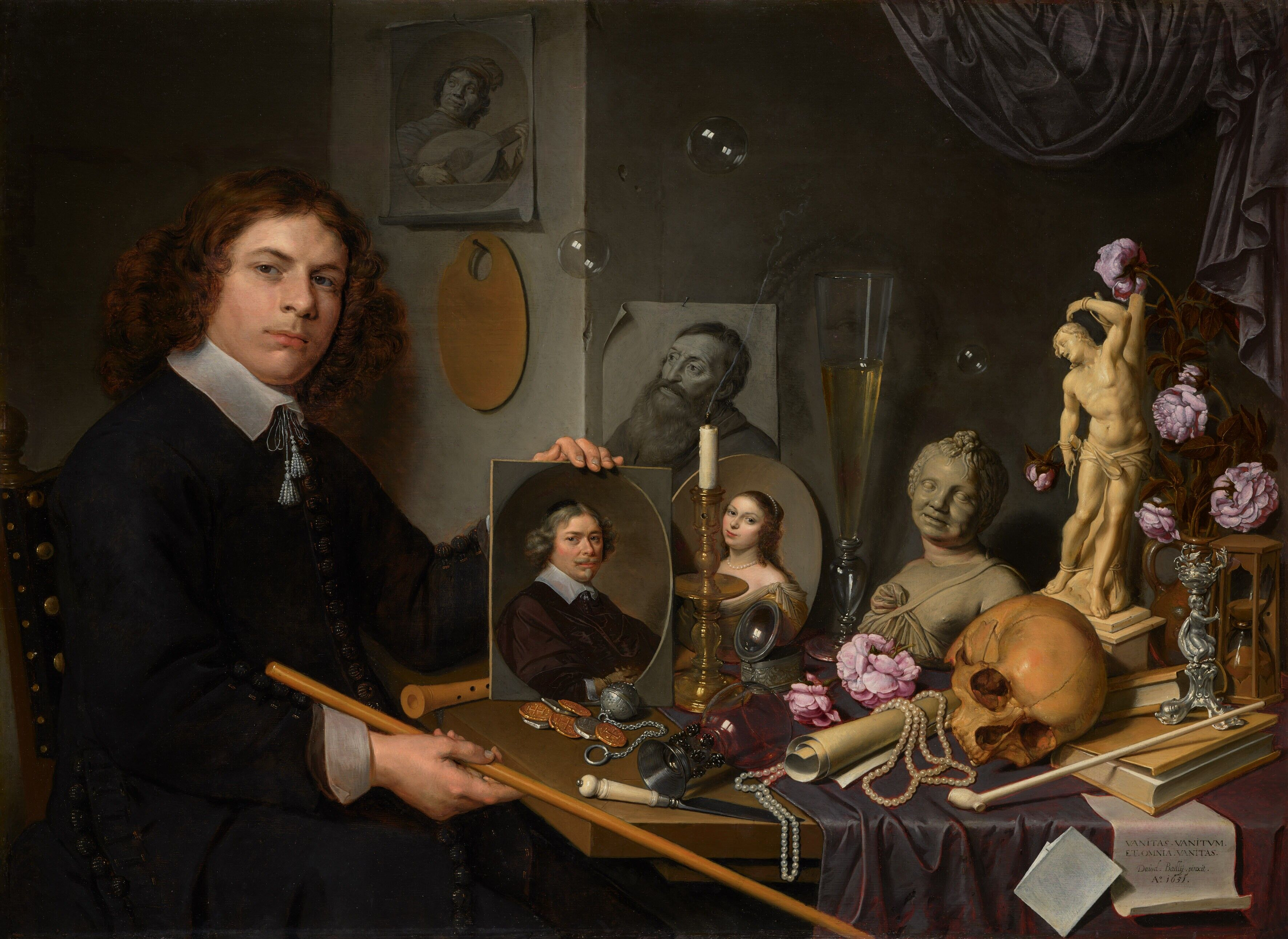
David Bailly, Autoportret z symbolem vanitas (1651)

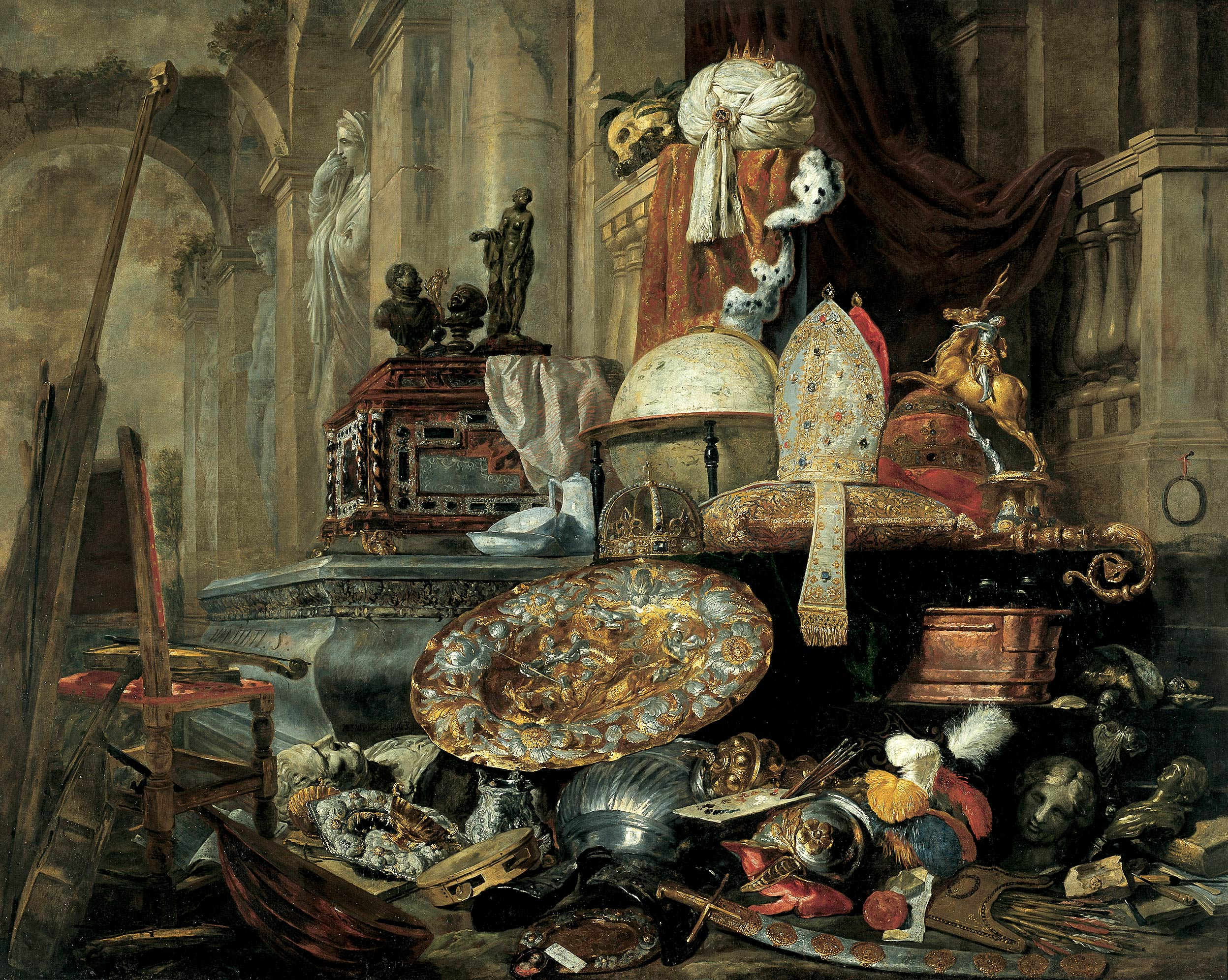
Pieter Boel, Wielka martwa natura z trumną oraz symbolami władzy i bogactwa (1663)

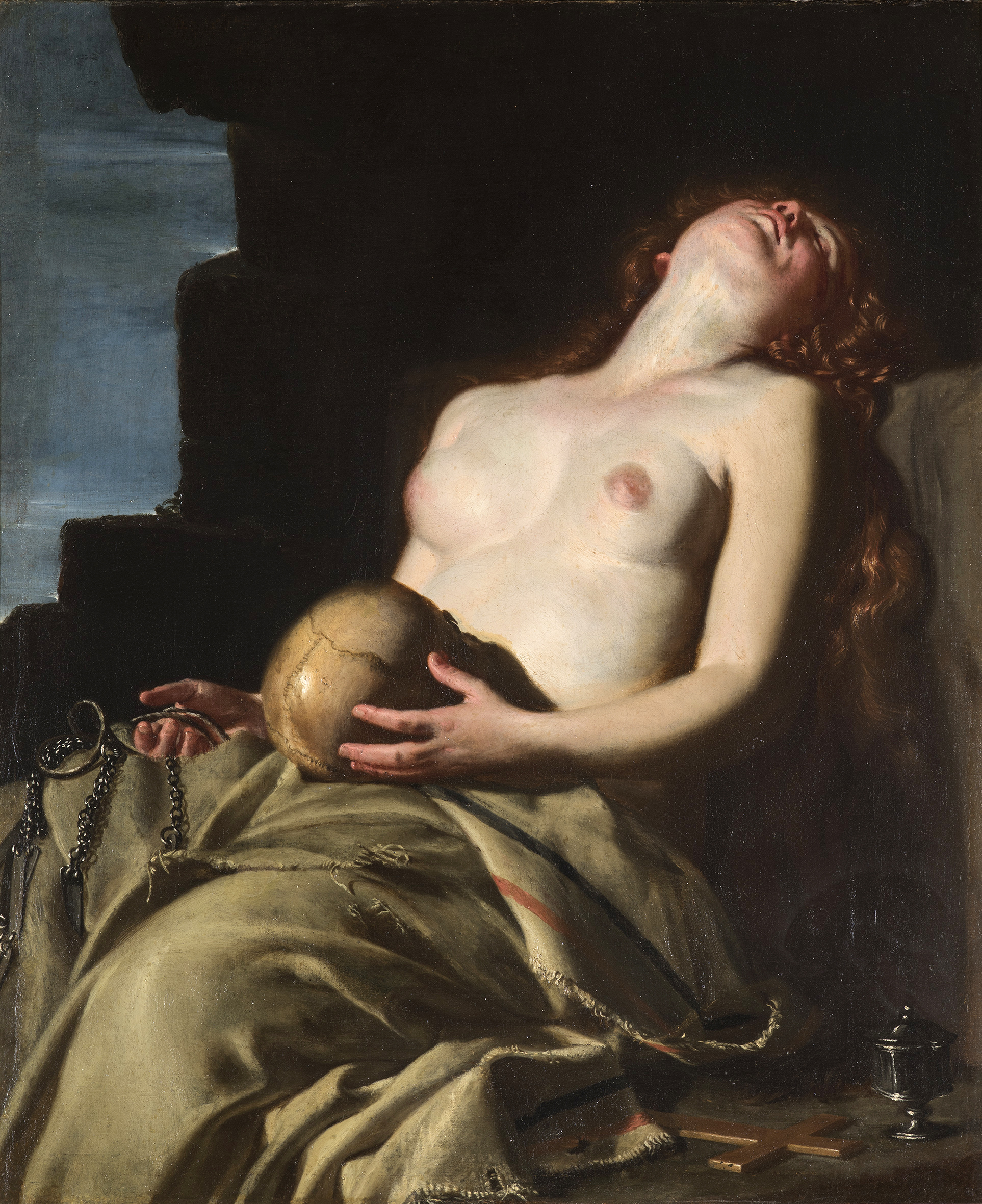
Guido Cagnacci, Maria Magdalena (1663)

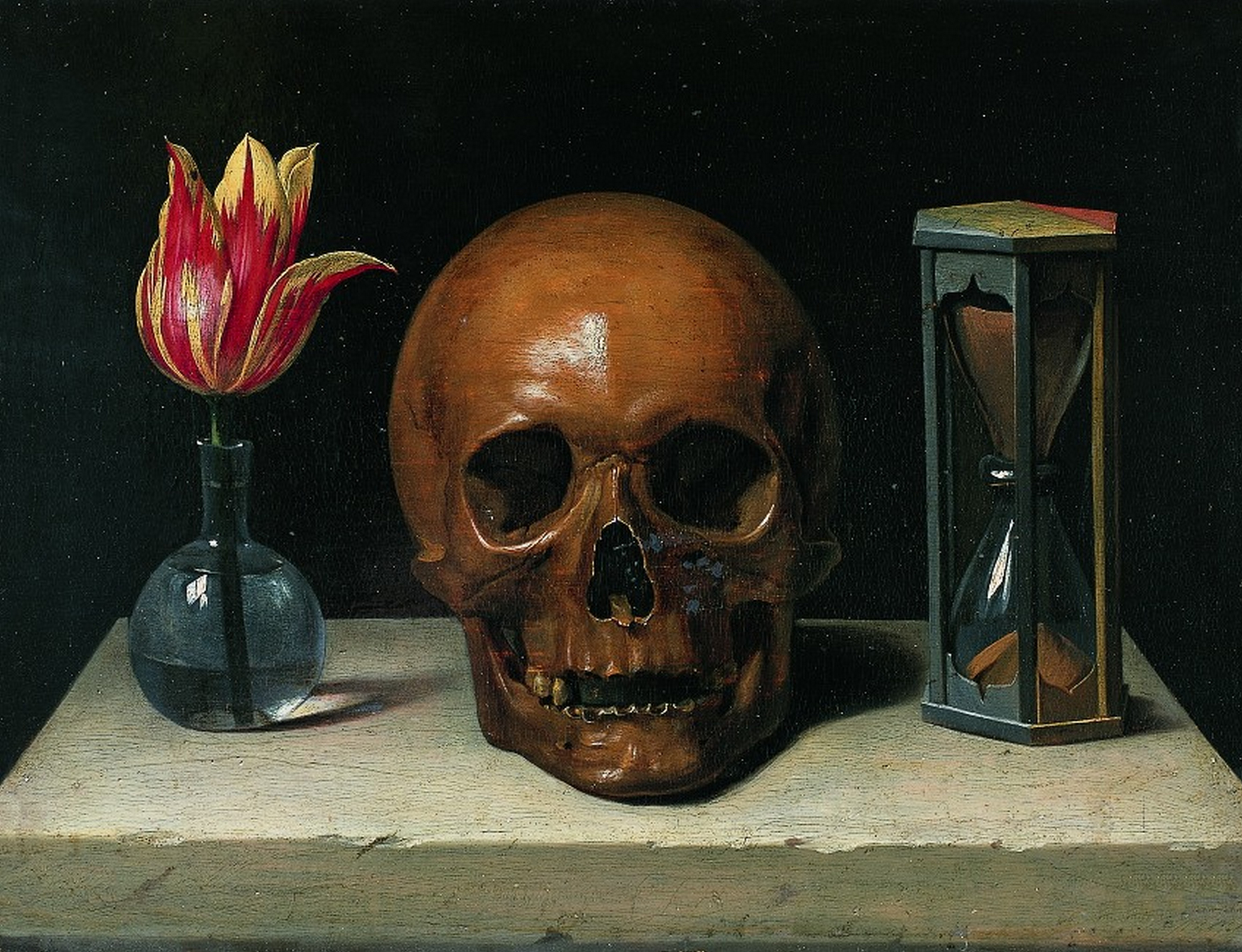
Philippe de Champaigne, Vanitas (ok. 1671)

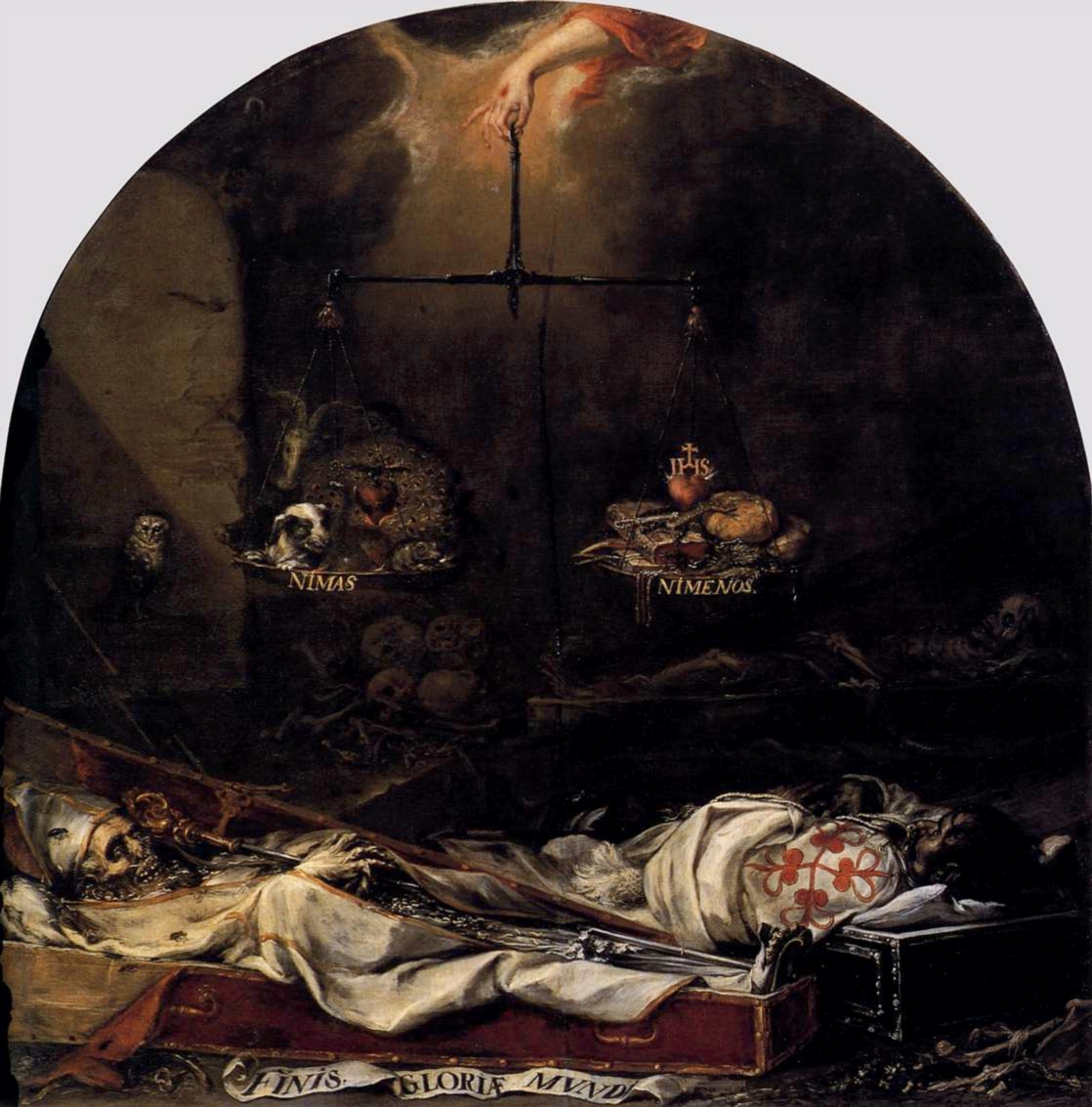
Juan de Valdes Leal, Finis gloriae mundi (1672)

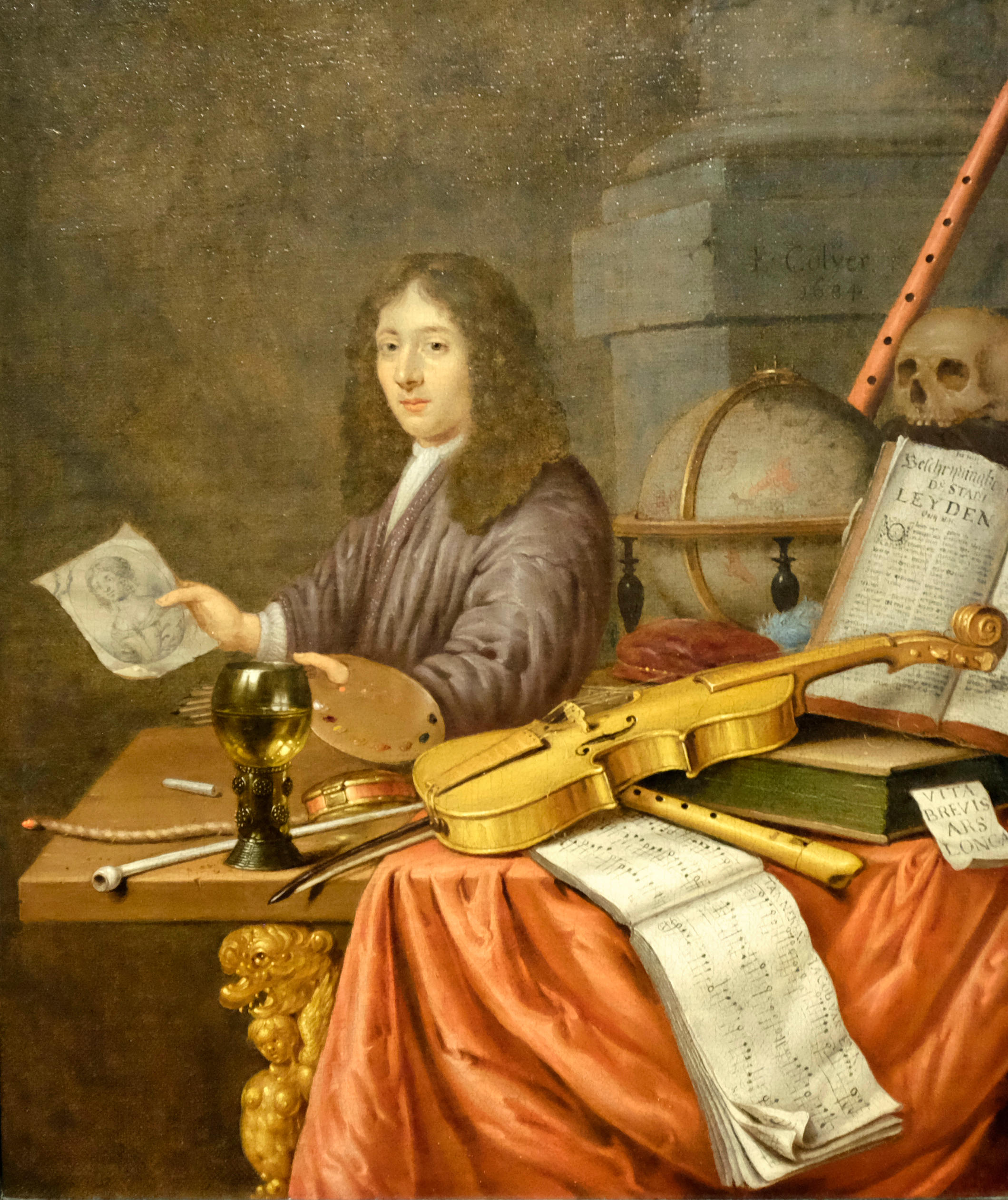
Evert Collier, Autoportret z martwą naturą wanitatywną (1684)

Paul Cézanne, Piramida z czaszek

## Vanitas jako motyw w sztuce
Vanitas należy do ważniejszych motywów literatury i sztuki baroku. Łączy piękno i przemijanie. Częstymi skojarzeniami przywołującymi obrazy przemijania były w baroku sentencje memento mori i carpe diem.
W XVII w. martwe natury zaspokajały potrzeby moralizatorskie i dewocyjne Europy łącząc w swoich formach południe i północ, katolików i protestantów.

## Symbole vanitas
W malarstwie symbole vanitas mają mieć wpływ moralizatorski, wskazujący na przemijalność życia i dóbr ziemskich. Często są to trupia czaszka, zgaszone świece, klepsydry i zwiędłe kwiaty oraz w szczególnym znaczeniu sceny pokazujące pustelników i umartwiania ciała.
Szczególnie malarstwo holenderskie XVII w. upodobało sobie motyw vanitas w przeróżnych wariacjach tematu memento mori. Podłożem tego były grasujące zarazy, niekończące potyczki wojen religijnych, bombastyczny przepych i władza powodujące zrozumiały krytycyzm w zachowaniu. Często też motyw vanitas był łączony z błaganiem o zmiłowanie w boskim i chrześcijańskim rozumieniu.
Często martwe natury przedstawiały bogatą i perfekcyjnie namalowaną scenę przepełnioną symbolami związanymi z vanitas. Symbole były dla współczesnych powstaniu dzieła w pełni zrozumiałe.

### Luksusowe dobra ziemskie
Ulubionym, ale ambiwalentnym, symbolem były wszelkie dobra luksusowe. W pojęciu kalwińskiej Holandii w okresie baroku luksus jest wynagrodzeniem za uczciwość i bogobojność. Jest zewnętrzną oznaką bycia wybranym z woli Boga. Uczciwość i bogobojność jest równocześnie zobowiązaniem do prowadzenia przykładnego i cnotliwego życia.
Z drugiej strony jednak, dobra ziemskie są pokusą przyciągającą występek. Luksus jest oznaką dekadencji i chęci występku. Występek jest karany utratą dóbr ziemskich. Bezmyślne przywiązanie do luksusu i niezmierzona chęć władzy i tak w końcu prowadzi do ich utraty, gdyż wszelkie dobra są przemijające.
Kosztowne muszle, szklane kielichy, kute metalowe puchary, egzotyczne owoce jak cytrusy stanowiły luksus. Wszystkie te błyskotki w istnieniu ludzkim były tylko chwilowym zdarzeniem.
Lustro i biżuteria
Odpowiada kobiecemu pięknu i atrakcyjności, ale też ich przemijaniu, próżności i przejściu do nieba w chwili śmierci.
Naczynia
Kosztowne, dekorowane naczynia to prawo kobiety do życia i seksualności. Przez swój związek z grzechem pierworodnym – "kobieta to córka Ewy" – naczynie jest symbolem grzesznego upadku.
Zegary
Zegary mierzą czas i pokazują upływanie ludzkiego życia. Symbolizują przy tym nieuchronną śmiertelność. Nie muszą to być klepsydry. Mechaniczne zegarki kieszonkowe mają takie samo przesłanie. Będąc dobrem luksusowym pokazują też powodzenie i przemijanie sukcesu.
Insygnia władzy
Korony (również tiara), berła, przyłbica albo hełm, ozdobne łańcuchy są oznakami porządku doczesnego świata i jego przemijania, którego przeciwstawieniem jest porządek niebieski.

### Flora i fauna
W tekstach dotyczących marności często pojawiają się odniesienia do flory. W Biblii obecne są w Księdze Izajasza: "Wszelkie ciało to jakby trawa, a cały wdzięk jego jest niby kwiat polny [...] Trawa usycha, więdnie kwiat, lecz słowo Boga naszego trwa na wieki" (Iz, 40, 6, 8),
Podobną metaforą losu ludzkiego posługuje się Homer (Iliada, Pieśń VI):
Taki już los ludzkich rodów jak losy nietrwałych liści -

jedne na ziemię wiatr zrzuca liście, a inne wydaje

rozkwitający las, kiedy zbliża się pora wiosenna.

Z rodem człowieczym to samo: jeden rozkwita, a drugi

pada.
Kwiaty, liście, gałęzie
Symbolizują witalność i siłę życia. Jednak kwitnące życie przemienia się w zwiędłe. Kwiaty cięte są już śmiercią. Aspekt przemijającego życia podkreślają również rozkwitające i więdnące kwiaty. Prócz tej ogólnej symboliki rośliny i kwiaty mają swoją symbolikę specyficzną:
Róże
Kwiat Wenus symbolizuje przede wszystkim miłość i seksualność. Ta doczesna miłość jest jednak – jak wszystko co ludzkie – próżna.
Maki
Mak, znany środek uspokajający, symbolizuje sen i osłabienie w godzinie śmierci. Z drugiej strony, ze względu na swój czerwony kolor, symbolizuje mękę Chrystusa.
Tulipany
W XVII w. hodowla tulipanów w Holandii przeżywała niebywały boom. W krótkim czasie z orientalne cebule tulipanów stały się przedmiotem ożywionego handlu i obiektem spekulacji. Z biegiem czasu manii tulipanowej wielu hazardzistów wzbogaciło się na handlu tulipanami. Wielu jednak wskutek złych spekulacji straciło dobytek. Dlatego tulipany – szczególnie w martwych naturach holenderskich z XVII w. – symbolizują bezmyślność, nieodpowiedzialność i bezsensowne obchodzenie się z darowanymi przez Boga dobrami.
Owoce
Owoce symbolizowały płodność i obfitość rozumianą jako bogactwo i sukces. Jednak nie są one trwałe. Jest to obrazowane często przez umieszczanie wśród apetycznych owoców innych przejrzałych i gnijących.
Owoce jadalne mają swoje specyficzne znaczenia symboliczne. Grzeszność symbolizują np. gruszki, pomidory, cytrusy, winogrona, brzoskwinie, wiśnie i jabłka. Symbolem erotyzmu są figi, śliwki, jabłka lub wiśnie.
Myszy i szczury
Te płodne zwierzęta są wielkimi szkodnikami. Działają w porozumieniu z diabłem i często są symbolem grzesznej natury człowieka.
Jaszczurki
Nieczyste zwierzę, wąż z nogami, mały smok, towarzysz diabła. Ale często, gdy wygrzewa się w słońcu, jest też symbolem pełnego poświęcenia miłość chrześcijan dla ich słońca, Jezusa Chrystusa.
Muszle ślimaków
Muszle ślimaków są pozostałością żywego zwierzęcia. Dlatego symbolizują śmierć i przemijanie. Podobnie muszle małży. Ślimaki podobnie jak gady były ucieleśnieniem śmiertelnego grzechu lenistwa.
Muchy i inne owady
Muchy i inne owady symbolizują krótkość życia. Prócz tego będąc szkodnikami powodują psucie żywności. Szczególnie muchy jako towarzyszki diabła (hebr. Belzebub, (hebr.  "Pan much i komarów").
Uwaga: motyle stanowią wyjątek od tej symboliki.
Pająki
Ikonograficznie nie ma różnicy między owadami i pająkami. Patrz wyżej.
Papugi
Papuga była bardzo drogim zwierzęciem i dlatego stanowiła przedmiot luksusu. Jednocześnie jest zwierzęciem potrafiącym mówić ludzką mową. Jednak papuga nie rozumie tego, co mówi i dlatego symbolizuje towarzyszącą przemijającej modzie próżność ludzi, którzy powinni zwracać się do Boga.
Czaszki
Ludzka czaszka jest bezpośrednim odniesieniem do śmierci, przedstawia martwą część człowieka.

### Sprzęty gospodarstwa domowego
Świece
Płonąca świeca jest wyobrażeniem materii i ducha, płomień obrazuje ludzką duszę, jego zgaszenie – śmierć.
Noże
Przez swoją ostrość i zdolność do wyrządzania ran nóż jest symbolem śmiertelności człowieka. Będąc symbolem fallicznym może być pośrednio symbolem seksualności mężczyzny.
Szkło i porcelana
Kosztowne rżnięte szkło i szczególnie porcelanowa zastawa były bardzo drogie i należały do dóbr luksusowych. Niezależnie od tego podlegały bardzo łatwo przypadkowemu zniszczeniu, co symbolizowało nietrwałość i przemijanie. Przez swoją błyszczącą białość porcelana symbolizowała też czystość. Szkło zaś przez swoją przeźroczystość – cnotliwość i dziewictwo.
Puste naczynia szklane
Puste naczynia szklane, często obok pełnych, symbolizują śmierć.
Rozbite szkło i naczynia stołowe
Rozbite szkło i zastawa symbolizują kruchość ludzkiego szczęścia i stojącą zazwyczaj w pobliżu śmierci.
Dzbany (kufle)
Dzbany i kufle są symbolem opilstwa, a także złego sposobu życia, lekkomyślności i zdrożności.
Moździerz albo tłuczek
Są symbolami męskiej i kobiecej seksualności oraz dążenia do spełnienia. Takie spełnienie jest w oczywisty sposób płonne.

### Żywność
Słodycze i cukier
Kosztowne łakocie są z jednej strony symbolem wiary chrześcijan, dającym przedsmak "słodkich rozkoszy nieba", z drugiej zaś, mając wysoką cenę, są oznaką luksusu i symbolizują marnotrawstwo.
Sery
Ser jest nietrwały i dlatego odpowiada przemijaniu. Może też, ponieważ wytwarzany jest z mleka, być symbolem przyjścia Chrystusa, gdyż, co jest powszechnie wiadome, jest On "mlekiem nieba".
Cytryny
Cytryny, jak wszystkie owoce południowe, były oznaką luksusu. Jednak, z powodu kwśnego smaku były używane oszczędnie i nie jedzone łapczywie, są więc symbolem cnoty i umiarkowania.
Cytryny, które dość często pojawiały się w martwych naturach, miały przypisywane właściwości lecznicze. Miały one stanowić odtrutkę na trucizny kryjące się w rozmaitych substancjach.
Dziczyzna i upolowana zwierzyna
W martwych naturach przedstawiających kuchnie częstym motywem są dziczyzna i upolowane zwierzęta, które z jednej strony są pyszną ozdobą stołu znamionująca powodzenie, obfitość i luksus, z drugiej jednak udrapowane, ciche zwłoki zwierząt uwidaczniają śmiertelność doczesnego życia.
Wśród myśliwskich trofeów szczególne znaczenie ma zając. Mimo krótkich przednich łap jest bardzo szybki, zwinny i skoczny – prawie fruwa. Swoją bezbronnością symbolizuje wiarę ludzką. Jak fruwający zając może człowiek osiągnąć Chrystusa, swojego Boga, szczyt mądrości, jedyną obronę i swoje pewne schronienie. (W ikonografii nie stawiano różnicy między zającem i królikiem.)

### Ucieczka i przemijanie czasu
Bańki mydlane
bańki mydlane i szklane kule są symbolem ludzkiego życia, lecz przez swoje piękno także przemijania. Kula jest też symbolem nietrwałości życia.
Instrumenty, nuty
Muzyka w przeciwieństwie do innych sztuk jest nietrwała, nie może niczego utrwalić, stale płynie i przemija.
Karty do gry, kości
Karty, kości i inne utensylia związane z grami pokazują bezcelowe tracenie czasu w imię złego celu życia, fałszywy cel w życiu, jego grzeszność.
Listy
Są materialnym produktem ludzkich działań i zachowań, które w oczywisty sposób przeminą.
Nauka i wiedza
Uczone księgi, instrumenty, zbiory kuriozów i antyków – to tylko doczesna wiedza, która przeminie.

### Symbole chrystologiczne
Pośród wielu symboli występujących na martwych naturach związanych z vanitas są takie, które mają związek z nauką i postacią Chrystusa. Tak, jak wszystko co ziemskie musi przeminąć, to co boskie, jest trwałe i nieprzemijające.
Ryba
Z greckiego ryba – ιχθυς = Ιησους Χριστος Θεου υος Σοτηρ (Jezus Chrystus, Syn Boży, Zbawiciel).
Chleb i wino
Są symbolem eucharystii i nowego przymierza dających oczekiwane zbawienie.
Kielich
Jest również symbolicznie związany z winem, czyli eucharystią.
Gąsienice, motyle
Gąsienica przemieniająca się w motyla jest symbolem zmartwychwstania i zbawienia. Motyl prócz tego symbolizuje duszę człowieka.
Kość słoniowa
Kość słoniowa, ze względu na jej kosztowność i białość, już od starożytności jest symbolem czystości i stałości.
Goździk
Mając nasiona w kształcie igieł jest goździk symbolem męki Chrystusa.
Sól
Sól jest tak niezbędna do życia, jak łaska Chrystusa. Dlatego sól jest symbolem Chrystusa.
Strączki grochu
Bezpiecznie chroniące owoce strączki i kwiaty grochu symbolizują dziewicze poczęcie Chrystusa.
Jajko
Jajko jest symbolem zmartwychwstawnia.
Perły
W perłach jednoczy się pełnia i czystość, poza innymi znaczeniami symbolizują Chrystusa.

## Interpretacja symboli
Lista symboli vanitas i symboli chrystologicznych nie jest kompletna. Można jeszcze podać setki znaczeń symbolicznych. Malarze i ich widzowie widzieli te symbole jako proste analogie: sól jest koniecznie potrzebna człowiekowi do życia, jak Chrystus do zbawienia i dalej sól = Chrystus.
W martwych naturach kręgu vanitas malarze korzystali z wielkiego bogactwa symboli. Każdy nowy obraz przynosił mieszaninę starych, powszechnie znanych i nowych, które w starym otoczeniu były zrozumiałe. Powoduje to, że interpretacja symboliki na nich zawartej nie jest prosta.
Nie każde naczynie musi symbolizować kobiecą seksualność. Nie wszystko musi mieć znaczenie symboliczne. W interpretacji jest bardzo pomocne zgromadzenie wielu potencjalnych symboli i ich tematyczne uporządkowanie. Jeśli wiele symboli ma podobne znaczenie, np. seksualizm (moździerz, nóż, róże..), jest bardzo prawdopodobne, że naczynie też ma takie znaczenie. Podczas analizy wyizolowanych symboli należy uważać, gdyż istnieje możliwość nadinterpretacji. Pośród różnorodnych możliwości może się znaleźć przypadkowe przedstawienie, nie związane z resztą symboli.
Przy każdym poszukiwaniu symbolicznego znaczenia trzeba jednak pamiętać, że martwe natury z kręgu vanitas nie przestają być pięknymi dziełami artysty przeznaczonymi do oglądania.